# Університет Айона
Університет Айона або Айонський університет (англ. Iona University) — приватний католицький університет із головним студмістечком у Нью-Рошелі, Нью-Йорк. Він був заснований у 1940 році Конгрегацією християнських братів і має студмістечка у Нью-Рошелі та у Бронксвіллі, штат Нью-Йорк.

## Історія
У 1919 році адміністратори та члени ради початкової Айонської школи, заснованої ірландськими членами Конгрегації християнських братів, домовилися про купівлю земельної ділянки у Нью-Рошеллі, Нью-Йорк, за 85 000 доларів у пресвітеріанського священника Томаса Голла.
У 1940 члени Конгрегації християнських братів, які також викладали у різних навчальних закладах, замислили створити коледж для вихідців з робітничого класу, які не могли дозволити собі навчання у місцевих університетах. Так був створений Айона-Коледж, або Айонський коледж.
19 вересня 1940 року Айона-Коледж почав працювати з дев'ятьма членами Конгрегації християнських братів та шістьма світськими викладачами. Члени Конгрегації християнських братів назвали коледж на честь Айонського абатства — острівного монастиря Св. Колумба, розташованого біля західного узбережжя Шотландії. Восени 1941 року Айона-Коледж розпочав свій навчальний рік зі 121 першокурсником і другокурсником, але через вступ США в Другу світову війну кількість студентів до кінця року залишилась невеликої. У серпні 1944 року лише три члени початкового класу отримали ступінь бакалавра. Із закінченням війни ветерани, за сприяння Закону про реінтеграцію військовослужбовців 1944 року, повертались до коледжу: їх приваблювали практичні спеціальності. Так коледж почав працювати на повну потужність. У 1948 кількість випускників коледжу становила — 51, а до 1950 року їхня кількість досягла 300.У червні 1966 року Айона-коледж видав дипломи своїм першим аспірантам, серед яких були двоє священнослужителів, які здобули ступінь магістра з пастирського консультування. У 1968 році коледж присвоїв свої перші ступені Магістра ділового адміністрування. Через три роки коледж, який традиційно був чоловічим, прийняв перший клас першокурсників, до складу якого увійшли жінки. Таким чином, Айона-коледж офіційно став закладом із повністю спільним навчанням. В тому семестрі зареєструвалися приблизно 200 жінок, що становило чверть першокурсників. До цього моменту студентки навчались лише аспірантурі, літніх класах і в рамках співробітництва з сусідніми традиційно жіночими навчальними закладами.
У 1989 році Коледж Елізабет Сетон у Йонкерсі, штат Нью-Йорк, дворічний молодший коледж, об'єднався з Айона-Коледжем, ставши Школою асоційованих досліджень імені Елізабет Сетон у коледжі. Програма існувала до 1995 року, коли Айона-Коледж підтвердив своє прагнення бути чотирирічним навчальним закладом, Школа імені Елізабет Сетон була закрита.
У 2011 році Айона-Коледж визнав, що повідомляв про завищені цифри з 2002—2011 роки щодо «відсотків прийому, балів SAT, кількості випускників і випускників, які щорічно роблять пожертви», щоб вплинути на рейтинг коледжу. Після цього було створено відділ внутрішнього аудиту для забезпечення цілісності даних.
28 січня 2021 року президенти Конкордія-Коледжу та Айона-Коледжу оголосили, що Айона-Коледж придбає студмістечко Конкордія-Коледжу, і воно стане частиною нового студмістечка Айона-Коледжу в Бронксвіллі, Нью-Йорк. Коледжі уклали угоду про навчання, яка дозволила більшості студентів Конкордія-Коледжу отримати дипломи в Айона-Коледжі.
12 липня 2022 року чинний президент Сімас Кері оголосив у прямому ефірі на YouTube, що Айона-Коледж перетвориться на Університет Айона.

### Президенти
1. Вільям Б. Корнелія (1940—1946)
2. Артур А. Лофтус (1946—1953)
3. Вільям Х. Барнс (1953—1959)
4. Річард Б. Пауер (1959—1965)
5. Джозеф Г. Маккенна (1965—1971)
6. Джон Г. Дрісколл (1971—1994)
7. Джеймс А. Лігуорі (1994—2011)
8. Джозеф Е. Найр (2011—2019); Йон Штраус (весна 2017 — виконуючий обов'язки)[12]
9. Сімас Кері (2019–теперішній час)

## Рейтинги
В рейтингу регіональних університетів Півночі США на 2024 рік, що складається виданням US News & World Report, Університет Айона посів 60 місце. В рейтингу «Навчальний заклад з найкращою цінністю», який також складається US News & World Report, університет обійняв 73 місце.
В рейтингу видання Forbes за 2023 рік університет посів 410 місце. В рейтингу коледжів на 2024 рік, що складається виданням The Wall Street Journal, університет посів 66 місце.

## Навчання

### Школи
Університет поділяється на три основні навчальні підрозділи: гуманітарну та наукову школу, бізнес-школу та школу наук про здоров'я.
Гуманітарна і наукова школа за допомогою своїх 19 кафедр пропонує понад 40 бакалаврських ступенів та понад 25 магістерський ступенів, а також проходження сертифікованих програм без ступеню.
Бізнес-школа LaPenta пропонує програми отримання ступеня бакалавра ділового адміністрування. Школа також має прискорену програму навчання для отримання ступеню Магістра ділового адміністрування.
У 2021 році уклав партнерську угоду з Нью-йоркською пресвітеріанською лікарнею для створення Школи наук про здоров'я.

### Акредитації
Університет Айона акредитований Комісією з вищої освіти Середніх Штатів . Деякі спеціальні програми та підрозділи акредитовані спеціалізованими закладами:
- Бізнес-школа LaPenta акредитована для своєї бізнес-програми Асоціацією розвитку університетських бізнес-шкіл (AACSB International).[18]
- Кафедра соціальної роботи Університету Айона акредитована Радою з освіти соціальної роботи (CSWE).[19]
- Кафедра педагогіки Університету Айони, акредитована Національною радою з акредитації педагогічної освіти (NCATE).[20]
- Університетська Програма шлюбної та сімейної терапії акредитована Комісією з акредитації освіти з питань шлюбної та сімейної терапії (COAMFTE), органом з акредитації Американської асоціації шлюбної та сімейної терапії (AAMFT).[19]
- Університетська Програма шкільної психології акредитована Національною асоціацією шкільних психологів (NASP)
- Кафедра комп'ютерознавства Університету Айона, акредитована Радою з акредитації інженерії та технологій (ABET) на ступінь бакалавра наук у комп'ютерознавстві.[19]
- Кафедра хімії Університету Айона, акредитована Американським хімічним товариством (ACS) на ступінь бакалавра наук у хімії.
- Академічний ресурсний центр Самуеля Рудіна акредитований Асоціацією студентського читання та навчання (CRLA)[19]

## Студмістечко
Академічні лекційні зали в Університеті Айона включають Мерфі-центр, Макспедон-хол, Арріґоні-центр, Дорлі-хол, Корнелія-хол, Аменд-хол, бібліотеку Райана та Гаґан-хол. Крім того, до студмістечка входять Студентська спілка ім. Роберта В. Лапенти, розширений Гайнсовський спортивний центр, Гайнсовський Інститут підприємництва та інновацій, гуртожиток у центрі студмістечка Іст-хол та житловий комплекс Резіденс-хол на Норт-авеню.
У Гайнсовському спортивному центрі розташовані тренувальні центри для студентських команд 1-ого дивізіону Національної асоціації студентського спорту. Крім того у коледжі є багатоцільова арена на 2611 місць, де протягом цілого року проводяться заходи.
Бібліотеки Університету Айона містять понад 250 000 томів і мультимедійних ресурсів, а також 500 поточних друкованих періодичних видань. Крім того, бібліотеки надають доступ до тисяч електронних ресурсів і журналів як для користувачів, так і за межами студмістечка.
У вересні 2001 року Айона-Коледж став першим нью-йоркським коледжем із повністю бездротовим Інтернетом.

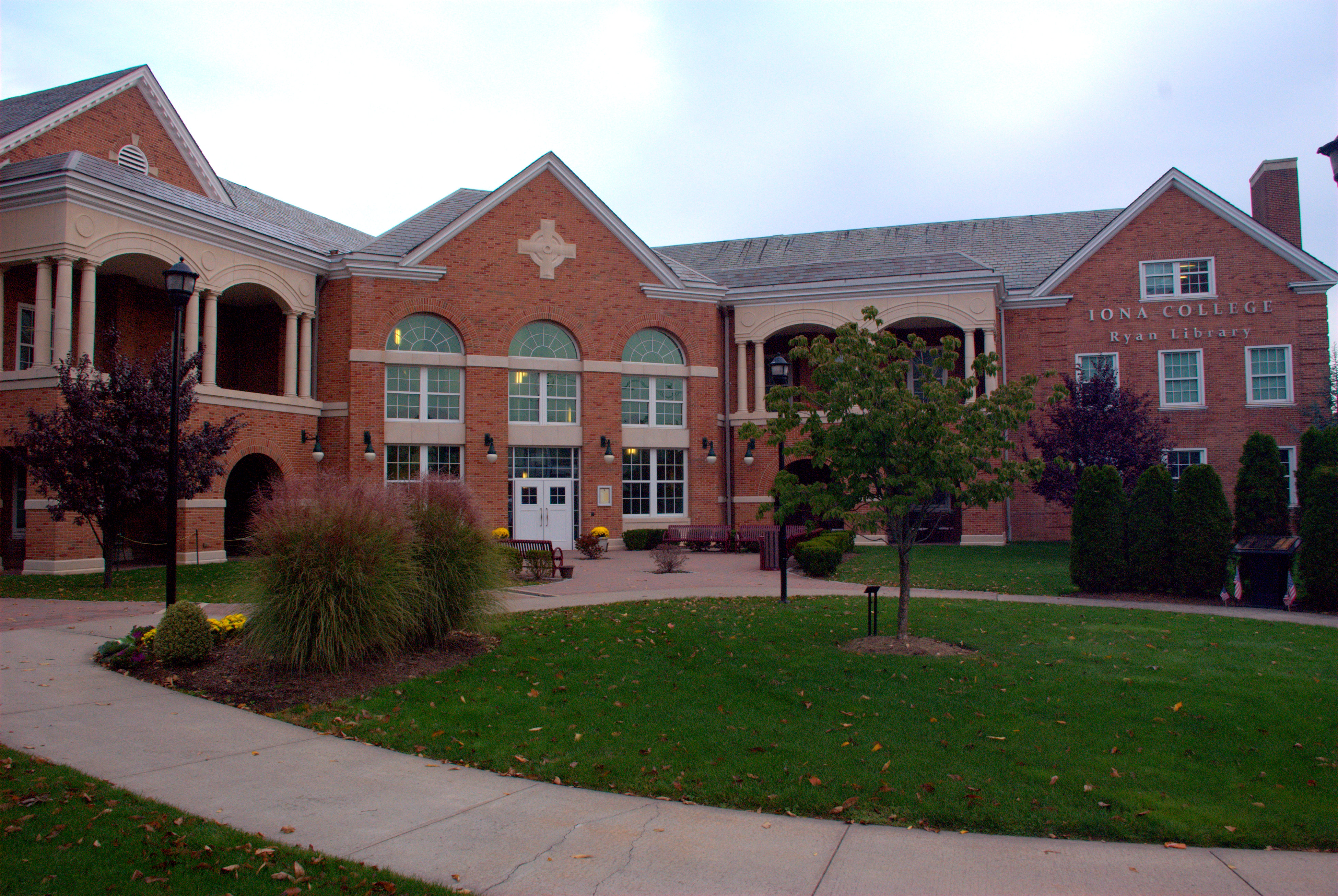
Бібліотека Райана

### Гуртожитки

#### Лофтус-хол
Гуртожиток Лофтус-хол, розрахований лише на першокурсників, є 10-поверховою будівлю. На кожному поверсі є шість двоспальних номерів, одна кімната для людей з обмеженими можливостями, яка вміщує двох осіб, і кімната допомоги мешканцям. У Лофтус-холі є невелика комп'ютерна лабораторія, кухня, пральня, тиха кімната для медитації, навчальна кімната, кімната з торговельними автоматами/ігрова кімната.

#### Коніз-хол та Гейлз-хол
Гуртожитки Коніз-хол та Гейлз-хол були побудовані в 2005 році. Обидва мають шість поверхів, по чотири кімнати на кожному поверсі: один номер на сім людей і три номери — на десять. У кожному номері є дві ванні кімнати, невелика міні-кухня та загальна кімната/вітальня.

#### Райс-хол
Райс-Хол — це переважно гуртожиток для одного мешканця, хоча є кімнати для двох, трьох або чотирьох осіб. Це найстаріший гуртожиток в Університеті Айона, і спочатку він використовувався для розміщення викладачів з Конгрегації християнських братів, а також студентів з Конгрегації. Гуртожиток є чотириповерховою будівлею, в підвалі якої є пральня. До послуг мешканців будівлі — ігрова кімната, телевізійна кімната, кухня, комп'ютерна лабораторія та тренажерний зал.

#### Іст-хол
Гуртожиток Іст-хол, розташований у центрі університетського містечка, і є триповерховою будівлею коридорного типу, і вміщує приблизно 112 мешканців. У центральному вестибюлі гуртожитку є ліфт, а на другому та третьому поверхах — кімнати відпочинку. Гуртожиток має кімнати для груп по три та чотири студенти зі спільним санвузлом на кожному крилі. Кожен поверх розділений за статтю. Перший і третій поверхи призначені для студенток, а другий для студентів. Серед зручностей — бездротовий Інтернет, кабельне телебачення та телефонна лінія в кожному номері. На першому поверсі розташована кухня, пошта та пральня.

#### Резіденс-хол
Гуртожиток Резіденс-хол почав функціонувати в серпні 2016 року. На верхніх шести поверхах мешкає понад 300 студентів старших курсів. Кожен номер складається з двох двомісних або чотирьох одномісних кімнат, двох ванних кімнат, загальної кімнати та міні-кухні. Перший поверх будівлі призначений для комерційних приміщень.

## Клуби та організації
У студмістечку є понад 80 активних клубів, грецьких братств і жіночих товариств, а також медіа-організації.

### Грецьке життя
Грецьке життя в Університеті Айона включає чотири місцеві жіночі товариства, два національні жіночі товариства, два міжнародних братства, одне національне братство та одне місцеве братство.
| Сестринства - Дельта Тета Бета (ΔΘΒ) - Гамма Лямбда Ро (ΓΛΡ) - Лямбда Тета Альфа (ΛΘΑ) - Phi Gamma Chi (ΦΓΧ) - Phi Sigma Sigma (ΦΣΣ) - Psi Kappa Theta (ΨΚΘ) | Братства - Альфа Фі Альфа (ΑΦΑ) - Дельта іпсилон (ΔΥ) - Пі Каппа Фі (ΠΚΦ) - Зета Каппа Чі (ΖΚΧ) |

## Спорт
Університетська команда «Айона Ґалз» (англ. Iona Gaels) є членом Метро-атлантичної спортивної конференції (MAAC) і бере участь у першому дивізіоні Національної асоціації студентського спорту.
| Чоловічий спорт - Бейсбол - Баскетбол - Крос/Легка атлетика - Гольф - Веслування - Регбі - футбол - Плавання та дайвінг - Водне поло | Жіночий спорт - Софтбол - Баскетбол - Крос/Легка атлетика - Лакросс - Веслування - футбол - Плавання та дайвінг - Водне поло - Волейбол |

## Видатні випускники
- Бад Корт — актор у фільмах «Гарольд і Мод» і «Польовий шпиталь».
- Террі Фінн — бродвейська і голлівудська актриса
- Ейлін Айверс — ірландсько-американська скрипалька
- Кайл Кулінскі — YouTuber і політичний оглядач, співзасновник прогресивної політичної організації Justice Democrats[24]
- Дон Маклін — співак та автор пісень
- Джозеф Г. Понтеротто — психобіограф і автор книги «Боббі Фішер: розуміння геніальності, таємниці та психологічного занепаду чемпіона світу з шахів»
- Антоніо Брокколі Порто — італійсько-пуерториканський художник і скульптор
- Менді Роуз, американська професійна рестлерка, телеведуча, учасниця фітнес-змагань
- Дональд Спото — один із найпродаваніших біографів знаменитостей
- Морі Террі — автор бестселерів
- Теренс Вінч — ірландсько-американський поет і музикант

- Лоуренс Боскетто — президент і генеральний директор Interpublic Group, міжнародної публічної рекламної компанії
- Ренді Фалько — президент і генеральний директор (2011—2018) мексико-американської медіакомпанії Univision Communications Inc.
- Роберт Ґрайфельд — голова та колишній генеральний директор/президент NASDAQ
- Джеймс П. Гайнс — засновник COLT Telecom Group
- Альфред Ф. Келлі — колишній голова та генеральний директор компанії-оператора платіжної системи Visa Inc.
- Кетрін Р. Кінні — колишній президент Нью-Йоркської фондової біржі
- Пітер Скенлон — колишній голова та генеральний директор аудиторської компанії Coopers & Lybrand (зараз - PWC)
- Маргарет Тімоні, генеральний директор пивоварної компанії Heineken USA

- Віто Фоссела — колишній член  Палати представників США від Нью-Йорка
- Тімоті К. Айдоні — колишній мер Нью-Рошеллу, Нью-Йорк
- Ентоні Т. Кейн — колишній суддя Верховного суду Нью-Йорка
- Кевін Салліван — колишній директор із комунікацій Білого дому
- Джон Суїні — колишній голова Американської федерації праці — Конгресу виробничих профспілок, лауреат президентської медалі Свободи

- Девід Бернслі (нар. 1969) — американо-ізраїльський баскетболіст
- Стів Буртт молодший — баскетболіст, найкращий бомбардир Ізраїльської баскетбольної Прем'єр-ліги 2007-08
- Томмі Дрімер — американський реслер
- Кайл Флуд — колишній головний футбольний тренер Університету Рутгерса
- Річі Ґерін — шестиразовий учасник усіх зірок НБА, тренер року НБА та лауреат Залу слави
- Денніс Леонард — член залу слави баскетбольної команди «Канзас-Сіті Роялз» і 12-річний ветеран MLB
- Скотт Мачадо (нар. 1990) — баскетболіст Ізраїльської баскетбольної прем'єр-ліги
- Ігнасіо Маґанто, футболіст команди «Лос-Анджелес Гелаксі»
- Брендан Мелоун — помічник тренера баскетбольної команди «Детройт Пістонс».
- Тімоті Дж. Мара — колишній співвласник футбольної (американський футбол) команди «Нью-Йорк Джаєнтс»
- Джейсон Мотт — чемпіон світу MLB 2011 року
- Джефф Руленд — зірка НБА